# Periclimenes ruber
Periclimenes ruber är en kräftdjursart som beskrevs av Bruce 1982. Periclimenes ruber ingår i släktet Periclimenes och familjen Palaemonidae. Inga underarter finns listade i Catalogue of Life.